# 邵醉翁

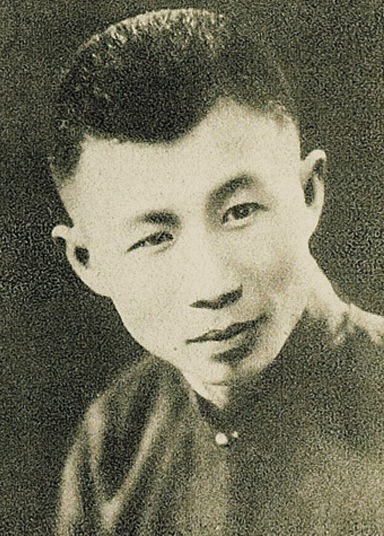
邵醉翁青年肖像

邵醉翁（1896年—1975年），又称邵仁杰，原名同章，字仁杰，浙江宁波人，中国大陆和香港著名电影事业家、中国早期现代电影领军人物，银行家、律师。邵逸夫长兄。

## 生平
邵醉翁1896年出生于大清浙江省宁波府镇海县（今宁波市镇海区）莊市（今庄市街道）朱家橋老邵村（今邵家村）。父邵玉轩，上海商人，从事漂染颜料业。是邵氏兄弟长兄。
早年在镇海庄市叶家义学上学，后赴上海。 1914年，畢業于上海神州大學法科。毕业后在上海司法部门任职，曾任上海地方法院律师、會審公律師。后步入当时新兴的近代银行业，1921年，出任中法振業銀行經理。
邵醉翁不仅是新兴银行经理，还在上海、天津、寧波等地合伙經營商號。1922年，邵醉翁合伙集股經營上海著名的“笑舞臺”劇場，開演当时所谓的“文明戲”，是中国经营现代影院戏剧的先驱之一。邵並自辦劇團，自编曲目演出，因当时世事动荡，邵氏的剧目颇有諷刺世风的意味，受到不少民众欢迎。
1925年6月，邵醉翁以“笑舞臺”文明戲演員作班底，创办了著名的天一影片公司，开拍近现代新式电影。邵醉翁任公司總經理，并兼任电影導演。邵的二弟，邵邨人担任公司會計，三弟邵仁枚任發行，六弟邵逸夫则外派，到外埠和南洋（主要是新加坡）做發行广告工作。
1932年邵醉翁赴香港创立天一影片公司香港分厂，为香港娱乐史、电影史上著名企业之一，开创先河。1936年，香港分廠影视棚正式建成。首部粵語片《白金龍》广受欢迎，票房百万，是香港历史上首部票房过百万的电影。
1949年，将所有业务托付给弟弟，自己退出电影业经营。1975年逝世于上海，享年79岁。

## 电影功绩
邵氏创办的天一影片公司是中国电影娱乐世上著名的新式电影公司和先驱。邵醉翁曾导演第一部故事片《立地成佛》，1925年秋在上海中央大戲院首映，场面轰动一时。邵氏并定位中国民俗文化和传统历史，并不跟风欧美风潮，開拍以中國民間故事和古典小說為內容的“稗史片”，开中国各类武侠电影、宫廷戏之滥觞，为民众喜闻乐见，一定程度上普及宣扬了中华文化和传统美德。

## 逸事
- 曾称六弟邵逸夫“没有电影天分”[4]。日后邵逸夫成为功夫片鼻祖，香港影视业大王[5][6]。

## 家人
主要家人有：父邵玉轩(卲鏞)，弟邵邨人(邵仁棣)，弟邵仁枚(邵山客)，弟邵逸夫(邵仁楞)。邵醉翁1934年与天一女星陳玉梅結婚。

## 著名代表作品
- 1925年秋上海中央大戲院首映首映之故事片《立地成佛》
- 1938年《太平洋上风云》
- 1937年《荣华富贵》
- 1936年《女同学》
- 1936年《黄浦江边》
- 1936年《广州一妇人》
- 1936年《博爱》，宣传孙中山思想事迹
- 1932年《芸兰姑娘》、《一夜豪华》（据法国作家莫泊桑《项链》小说改编）、《挣扎》（其中《挣扎》被禁止在上海公共租界公映，是租借禁片），此系列作品有“进步片”之称[1]
- 《梁祝痛史》
- 《義妖白蛇傳》
- 《珍珠塔》
- 《孟姜女》
- 拍攝製作出中國第一部有聲電影《歌場春色》
- 首部粵語片《白金龍》，香港历史上首部票房过百万电影